# Франц Шетинц
Франц Шетинц (Михаловец, код Брежица, 13. јул 1929 — Михаловец, код Брежица, 17. фебруар 2016), био је новинар, публициста, писац и друштвено-политички радник СФРЈ и СР Словеније.

## Биографија
Рођен је 13. јула 1929. године у месту Михаловец, код Брежица. Године 1941. његова је породица изгнана у Шлезију, и он ратне године проводи у заробљеништву, у логорима Стригау и Хермсдорф. Након ослобођења Југославије, окончао је школовање. Дипломирао је 1964. године на Високој школи политичких наука и новинарства у Љубљани.
Од 17. јуна 1961. до 24. априла 1962. године био је главни и одговорни уредник часописа Дело. Од 1968. до 1972. био је главни и одговорни уредник часописа Комунист, органа Савеза комуниста Југославије (СКЈ). Добитник је четири Томшичеве награде за новинарски рад.
Члан Централног комитета Савеза комуниста Словеније (ЦК СКС) је постао 1968. године, а од 1972. до 1982. године је обављао дужност секретара Председништва ЦК СКС. Од овнивања је био члан Марксистичког центра при ЦК СКС, као и председник Комисије Председништва ЦК СКС за агитацију и пропаганду (Агитпроп).
У периоду између 1982. и 1986. године, Шетинц се налазио на функцији председника Републичке конференције Социјалистичког савеза радног народа Словеније (ССРНС). На Тринаестом конгресу СКЈ је изабран у Централни комитет Савеза комуниста Југославије (ЦК СКЈ), те постао члан Председништва ЦК СКЈ. У октобру 1988. је поднео оставку у знак протеста због стања у југословенској политици, а 1990. године се повукао из активне политике.
Преминуо је 17. фебруара 2016. године у родном Михаловецу. Његова два сина, Златко (* 1950) и Миле (* 1956), познати су новинари.

## Литерарни рад
Поред друштвено-политичког рада, Шетинц се бавио новинарством и публицистиком. Објавио је велики број чланака, а објављивао је и кратку прозу, документарну литературу и друге публикације.
Написао је и следећа дела:
- „Шта ми желимо?: питања и одговори из праксе”, Љубљана, 1975;
- „Изгнанци — сећања на Шлезију”, Љубљана, 1976;
- „Отаџбина је остала у нама”, Београд, 1977;
- „Јесмо ли потрошачко друштво”, Београд, 1979;
- „Растојања су све мања”, Марибор, 1979;
- „Мисао и дело Едварда Кардеља”, Загреб, 1980;
- „На Титовом путу”, Загреб, 1980;
- „Даљине се скраћују”, Врање, 1981;
- „Украдена младост”, Загреб, 1983;
- „На крилима снова”, Загреб, 1986;
- „Адам Габријел”, Љубљана, 1986;
- „По целом свету за себе”, Љубљана, 1987;
- „Шта је и за шта се бори Савез комуниста?”, Загреб, 1988;
- „Манчине ловачке авантуре”, Љубљана, 1989; (са илустрацијама Иве Шубица)
- „Успон и силазак”, Загреб, 1990;
- „Збогом Југославија”, Љубљана, 1993.